# 조지 에이킨

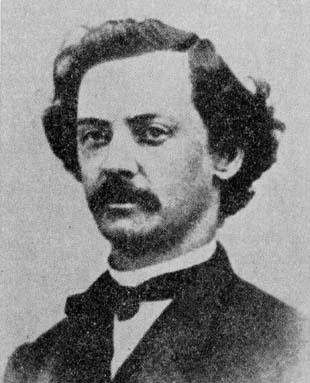

조지 L. 에이킨(George L. Aiken, 1830년 12월 19일 ~ 1876년 4월 27일)은 19세기 미국의 극작가이자 배우이다.
미국 멜로드라마 사상 가장 크게 흥행한 ＜톰 아저씨의 오두막＞ 작가 조지 에이킨(George Aiken)에 대해서는 그다지 알려진 바가 없다. 1830년 12월 19일 보스턴에서 출생한 그는 원래 다임 소설(dime novel)이라는 통속 소설을 쓰는 작가였지만 사촌인 조지 하워드(George Howard)가 운영하는 극단에 들어가 배우와 작가 역할을 했다. 그는 해리엇 비처 스토의 ＜톰 아저씨의 오두막＞이 1852년 3월에 나온 지 6개월 만에 그것을 연극으로 각색해서 미국 연극 사상 가장 중요한 작품 중 하나로 남겨 놓았고 극 중에서 자신이 조지 해리스 역할을 맡았다. 기록에 의하면 그는 1862년에도 ＜킹 코튼(King Cotton)＞이라는 뮤지컬에 출연했고, 1869년에는 ＜반딧불(The Firefly)＞이라는 작품에 출연해 작가보다는 배우로서 더 많은 활동을 한 것으로 보인다. 이후 무대에서 은퇴한 그는 1876년 4월 27일에 뉴저지의 저지시티에서 숨을 거두었다.